# Sydvestlige Stillehav under 2. verdenskrig
Det Sydvestlige Stillehavsoperationsområde (engelsk: South West Pacific Theatre), teknisk det Sydvestlige Stillehavsområde (engelsk: South West Pacific Area), var mellem 1942 og 1945 et af to udpegede område for kommandoer og krigsskuepladser opregnet af Combined Chiefs of Staff (CCoS) i Stillehavet under Stillehavskrigen i 2. verdenskrig.
Det sydvestlige Stillehavsoperationsområde (engelsk: South West Pacific theatre) omfattede Filippinerne, Hollandsk Ostindien (undtagen Sumatra), Borneo, Australien, det australske Territoriet Ny Guinea (herunder Bismarckarkipelaget), den vestlige del af Salomonøerne og nogle omkringliggende områder. Operationsområdet fik sit navn fra de Allieredes kommando, som var kendt som blot "det sydvestlige Stillehavsområdet", med den øverstbefalende officer: "Commander South West Pacific Area", hvor den første var general Douglas MacArthur, der blev udnævnt i marts 1942.
Den 30. marts 1942 blev de allieredes sydvestlige Stillehavsområde kommando (engelsk: Allied South West Pacific Area command) (SWPA) dannet og den amerikanske general Douglas MacArthur blev udnævnt til øverstkommanderende for det sydvestlige Stillehavsområde (engelsk: Supreme Allied Commander South West Pacific Area).:84  Det andet operationsområde, kendt som Stillehavsområdet under 2. verdenskrig, blev kommanderet af admiral Chester Nimitz.
I operationsområdet, kæmpede kejserlige japanske styrker først og fremmest mod amerikanske og australske styrker, med det tunge arbejde overvejende fra australierne på jorden i hovedparten af de første to år, mens luftstyrkerne hurtigt blev domineret af amerikanske styrker og materiel. Logistik var blandet. Hollandske, filippinske, britiske, mexicanske og andre allierede styrker, som havde trukket sig tilbage til Australien eller Ny Guinea gjorde også tjeneste i operationsområdet.
De fleste japanske styrker i operationsområdet var en del af den sydlige ekspeditionsarmégruppe, som blev dannet den 6. november 1941, under general Hisaichi Terauchi (også kendt som Grev Terauchi), der blev beordret til at angribe og besætte de Allieredes områder i Sydøstasien og det sydlige Stillehav.

## Store slag og felttog
- Slaget om Filippinerne, 1941–42
  - Slaget om Bataan
  - Slaget om Corregidor
- Felttoget i Hollandsk Ostindien, 1941–42
  - Slaget i Badungstrædet, 19.–20. februar 1942[2]:61 
  - Slaget i Javahavet, 27. februar 1942[3]:9-11 
  - Slaget i Sundastrædet, 28. februar–1. marts 1942[2]:75 
  - Andet slag i Javahavet, 1. marts 1942[2]:91
- Slaget om Guadalcanal, 1942–43
  - Slaget ved Savoøen, 9. august 1942[4]:695 
  - Slaget øst for Salomonøerne, 24.–25. august 1942[4]:697 
  - Slaget ved Kap Esperance, 11.–12. oktober 1942[4]:699 
  - Slaget ved Santa Cruzøerne, 26. oktober 1942[4]:701 
  - Søslaget ved Guadalcanal, 12.–15. november 1942[3]
  - Slaget ved Tassafaronga, 30. november 1942[3]
- Felttoget på Salomonøerne, 1943–45
  - Slaget i Kulagolfen, 6. juli 1943[4]:732 
  - Slaget ved Kolombangara, 13. juli 1943[4]:732 
  - Slaget i Vellagolfen, 6.–7. august 1943[4]:732 
  - Søslaget ved Vella Lavella, 6.–7. oktober 1943[4]:732 
  - Slaget ved Empress Augusta Bay, 2. november 1943[4]:732 
  - Slaget ved Kap St. George, 25. november 1943[4]:732
- Felttoget på Ny Guinea, 1942–45
  - Slaget om Koralhavet, 4.–8. maj 1942[3]
  - Slaget om Kokoda Track, 1942
  - Slaget om Buna-Gona, 1942
  - Slaget i Bismarckhavet, 2. marts 1943[3]
  - Landgangen ved Nassau Bay, 1943
  - Felttoget i Salamaua-Lae, 1943
  - Felttoget på Huonhalvøen, 1943
  - Felttoget på New Britain, 26. december 1943[4]:759 
  - Felttoget på Admiralitetsøerne, 29. februar 1944[4]:759 
  - Felttoget i Aitape-Wewak, 22. april 1944[4]:759 
  - Invasionen af Hollandia, 22. april 1944[5]:332-333 
  - Slaget om Biak, 27. maj 1944[5]
  - Slaget om Noemfoor, 2. juli 1944[4]:759 
  - Slaget om Morotai, 15. september 1944[5]
- Slaget om Timor, 1942–43
- Slaget om Filippinerne, 1944–45
  - Slaget om Leyte Gulf, 20. oktober 1944[3]
- Slaget om Borneo, 1945